# Ніколае Дабіжа
Ніколае Дабіжа (молд. Nicolae Dabija; *15 липня 1948, с. Кодру Чімішлійський району — 12 березня 2021, Кишинів) — молдавський поет, прозаїк, літературний історик і політик, почесний член Румунської академії з 2003.

## Біографія
Народився в селі Кодрень Чимішлійського району. У 1976 р. закінчив Державний університет Молдови. Як головний редактор тижневика «Література і мистецтво», видаваного Спілкою письменників Республіки Молдова, відіграв важливу роль в боротьбі за національне відродження Молдови в кінці 1980-х років. У період свого розквіту тижневик «Література і мистецтво» мав тираж, який перевищував 260 000 примірників. 9 березня 2021 р. був госпіталізований до Інституту невідкладної медицини з діагнозом COVID-19. Дикий вірус. 12 березня письменник помер. Похований на Центральному вірменському кладовищі в Кишиневі.

## Політична діяльність
Почесний член Румунської академії, член Ради директорів Національного інституту по вивченню тоталітаризму в Румунії, засновник і голова Демократичного форуму румунів Молдови (неурядова організація, більш 25 000 членів).
У 1990-1994 і 1998-2001 роках був депутатом Парламенту Республіки Молдова.

## Літературна діяльність
З періоду Горбачова до кінця життя був редактором тижневика «Література і мистецтво», який видає Спілка письменників Молдови.

## Нагороди
- Орден Зірки Румунії — «за його чудові поетичні роботи і його участь у відродженні румунської духовності»;
- Медаль уряду Румунії «Еріксон — 150 років від дня народження» (2000);
- Лауреат Державної премії Республіки Молдова (1988);
- Гран-прі Санкт-Джордж, Міжнародний фестиваль поезії Уздін, Сербія (2006);
- Премія Асоціації юристів Румунії (2001).
- Почесний громадянин міста Крайова.

## Пам'ять
У 2023 році на території Регіонального музею історії, етнографії та мистецтва Чимішлії молдавський скульптор В'ячеслав Жиглицький установи погруддя поета